# Ананьевская (Тарногский район)
Ананьевская — деревня в Тарногском районе Вологодской области.
Входит в состав Спасского сельского поселения, с точки зрения административно-территориального деления — в Нижнеспасский сельсовет.
Расстояние до районного центра Тарногского Городка по автодороге — 46 км.
По переписи 2002 года население — 3 человека.